# 立子山村
立子山村（たつごやまむら）は福島県伊達郡にあった村。現在の福島市立子山にあたる。

## 地理
- 河川：阿武隈川

## 歴史
- 1893年（明治26年）2月3日 - 立木村の一部（立子山）をもって発足。残部は青木村となる。
- 1955年（昭和30年）7月10日 - 福島市に編入。同日立子山村廃止。

## 村長
- 朝倉鉄蔵